# Poljoprivrednik
Poljoprivrednik je izraz kojim se opisuje osoba koja se profesionalno bavi poljoprivrednim aktivnostima ili poljoprivrednom proizvodnjom. Poljoprivrednik može biti osoba koja je vlasnik poljoprivrednog imanja, ali i najamni radnik koji obrađuje tuđe zemljište. U prethodnom slučaju se za poljoprivrednika rabi izraz seljak, iako on ima više sociološke nego ekonomske konotacije; u posljednje vrijeme rabi se i engleski izraz farmer.